# أوريانا فالاتشي
أوريانا فالاتشي (بالإيطالية: Oriana Fallaci) (ولدت 29 يونيو 1929 في فلورنسا — توفيت 15 سبتمبر 2006 في نفس المدينة) هي صحفية وكاتبة مقالات، مؤلفة، ومحاورة سياسية إيطالية كانت متمردة سابقة في حركة المقاومة الإيطالية ضد بينيتو موسوليني خلال الحرب العالمية الثانية.
خلال مسيرتها المهنية حققت فالاتشي نجاحًا كبيرًا، بتغطيتها لأخبار الحرب والثورة وإجراءها لعدة مقابلات مع عدد من المشاهير وزعماء الدول في جميع أنحاء العالم خلال الستينات والسبعينات والثمانينات أبرزهم (أنديرا غاندي، جولدا مائير، ياسر عرفات، ذو الفقار علي بوتو، فيلي براندت، وشاه إيران محمد رضا بهلوي وهنري كيسنجر).
تطرقت فالاتشي ذات التوجه اليساري العلماني في العديد من مناقشات رواياتها حول موضوعات مثل الإجهاض، دور المرأة في المجتمع، المثلية الجنسية، التكامل العنصري، الحرب والقمع الديكتاتوري.
بعد تقاعدها عادت فالاتشي إلى دائرة الضوء بعد أحداث 11 سبتمبر 2001 بعد أن أثارت أراءها، مؤلفاتها وسلاسل مقالاتها جدلا واسعا بسبب انتقاداتها اللاذعة ومواقفها المعادية للإسلام بلغت حد اتهامها «بالعنصرية الدينية» من جهة ودعم المحافظين الإيطاليين لها من جهة أخرى، وفي أبريل 2004 رفع عادل سميث قضية لمقاضاتها باعتبار كتابها «قوة العقل» مسيء للإسلام.

## روابط خارجية
- أوريانا فالاتشي على موقع IMDb (الإنجليزية)
- أوريانا فالاتشي على موقع مونزينجر (الألمانية)
- أوريانا فالاتشي على موقع إن إن دي بي (الإنجليزية)
- أوريانا فالاتشي على موقع قاعدة بيانات الفيلم (الإنجليزية)